# Broadband Adapter e Modem Adapter do Dreamcast
O Broadband Adapter e o Modem Adapter são acessórios que foram lançados para o Dreamcast e que eram encaixados na parte esqueda do console. O modem permite conexão dial-up em 56 ou 33.6K, o Broadband Adapter é utilizado para conexão banda larga, ambos acessórios permitiram jgoar online e navegar pela internet no console.

## Modem Adapter

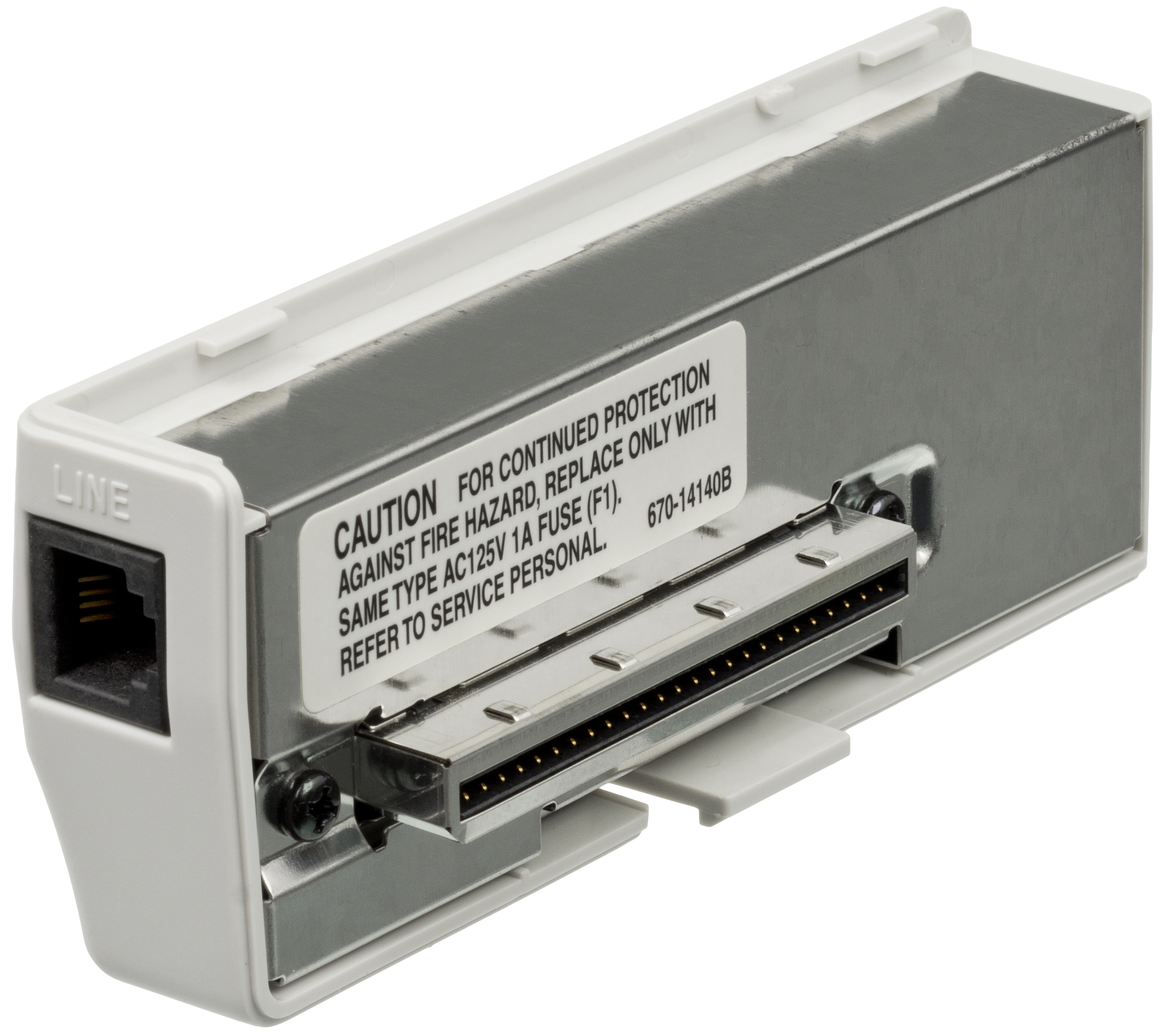
O Modem Adapter

Existem dois modelos de Modem Adapter, o A e o B. O modelo A utiliza energia do Dreamcast, já o modelo B utiliza energia da linha telefônica.

## Broadband Adapter

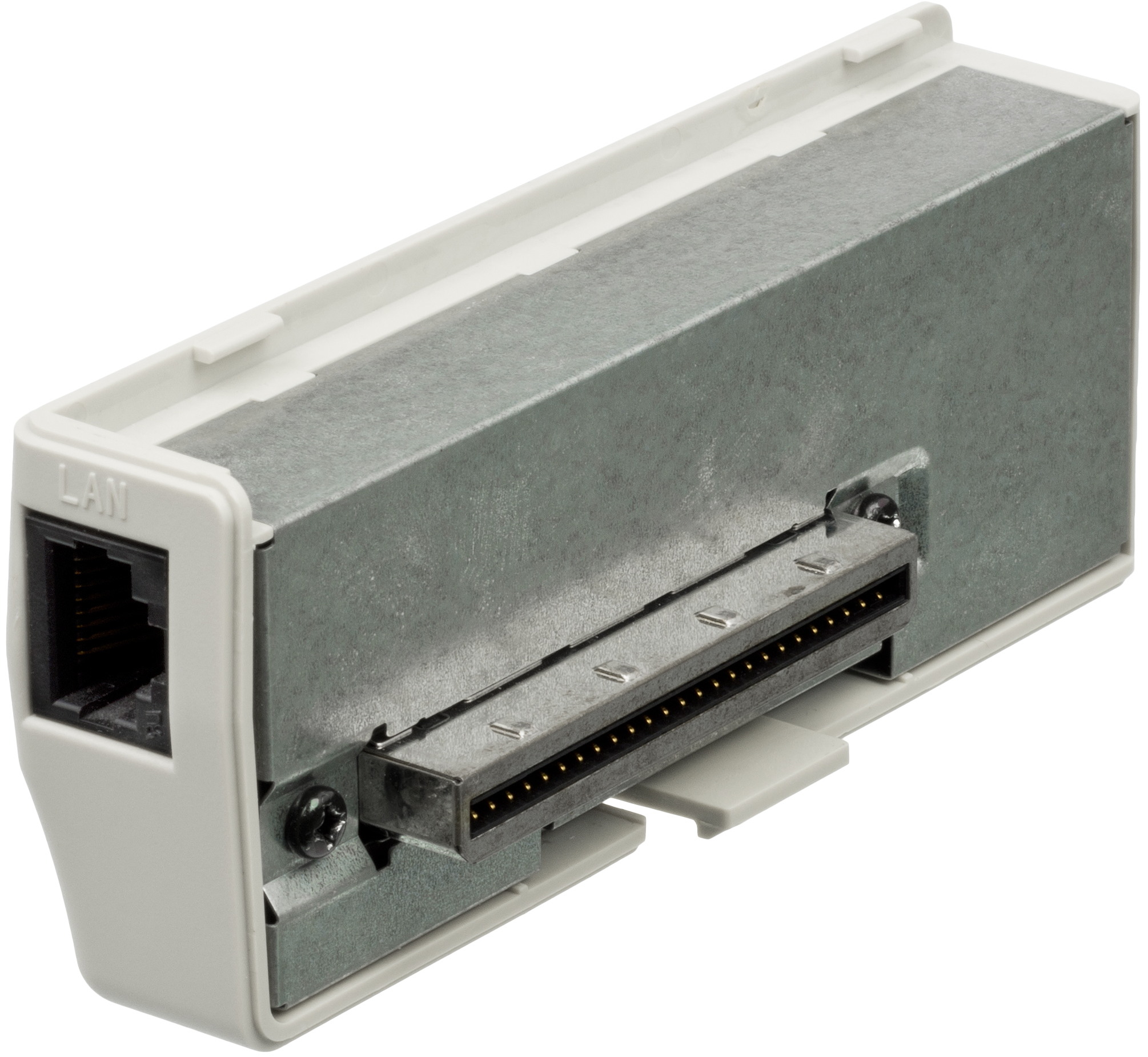
O Broadband Adapter

Existem duas versões do Broadband Adapter, o HIT-0400/HIT-0401 que utiliza chip da Realtek e que permite conexões de até 100 Mbits de velocidade e o modelo HIT-0300 com chip da Fujitsu que permite conexões de até 10 Mbits e é compatível somente com navegador de internet. O adaptador foi lançado custando US$ 59.95.